# Eremobia griseoleuca
Eremobia griseoleuca är en fjärilsart som beskrevs av Franz Dannehl 1929. Eremobia griseoleuca ingår i släktet Eremobia och familjen nattflyn. Inga underarter finns listade i Catalogue of Life.